# 福岡賢二
福岡 賢二（ふくおか けんじ、英語：Kenji Fukuoka、1967年4月27日  ）は、学校法人コンピュータ総合学園の常務理事、神戸情報大学院大学の学長代理である。
日本の実業家、教育者、学者（博士（学術））

## プロフィール

### 学歴
- 甲南大学経営学部経営学科卒業
- 神戸大学大学院国際文化学研究科博士前期課程修了
- 神戸大学大学院国際文化学研究科博士後期課程修了,博士（学術）

### 役職等
- 学校法人コンピュータ総合学園の常務理事
- 神戸情報大学院大学の学長代理[4]
- 神戸電子専門学校の本部長
- スウィフト・エックスアイ（株）の代表取締役社長
- インターナショナルドローンアカデミー（株）の代表取締役社長
- KTMG（合）の代表社員
- 一般社団法人　アフリカ開発協会の理事
- IEEE（米国電子通信学会） Education Society 会員

### 著作
- 震災とインターネット「神戸からの提言」（共著）」(NECクリエイティブ、1996年)

### 受賞
- IEEE（米国電気電子学会）Education Society主催 国際学会（於：インド）で、IT人材育成に関する論文で最優秀論文賞 Best Paper Award in Sessionを受賞（2013年12月）